# A Hand-book to the Flora of Ceylon
A Hand-book to the Flora of Ceylon (abreviado Handb. Fl. Ceylon) es un libro con ilustraciones y descripciones botánicas que fue escrito por el botánico, médico y pteridólogo británico Henry Trimen. Fue editado en Londres en 5 volúmenes en los años 1893-1931 con el nombre de Hand-book to the Flora of Ceylon, Containing Descriptions of all the Species of Flowering Plants Indigenous to the Island, and Notes on Their History, Distribution, and Uses.  Trimen firma las tres primeras partes, y la obra es terminada por Sir William J. Hooker (1785-1865) y por Arthur H.G. Alston (1902-1958).